# Nadbużański szlak rowerowy
Nadbużański szlak rowerowy – czerwony szlak turystyczny na terenie województwa lubelskiego o długości 288 km od Janowa Podlaskiego do Hrubieszowa.

## Przebieg szlaku
- Janów Podlaski
- Pratulin
- Lebiedziew
- Kostomłoty
- Kodeń
- Jabłeczna
- Sławatycze
- Włodawa
- Dorohusk
- Dubienka
- Gródek
- Hrubieszów